# Zarzur
Assad Alberto Zarzur (São Paulo, 02 de fevereiro de 1912 — São Paulo, 7 de julho de 1958) foi um futebolista brasileiro.

## Carreira
Fez grande parte de sua carreira no Vasco da Gama (entre 1935-1942), antes, porém, defendeu a equipe do São Paulo, clube pelo qual atuou em duas passagens: uma nos anos 1930 e outra nos anos 1940. Zarzur foi eleito o melhor jogador do Vasco nas temporadas 1937, 1941 e 1942.
Após encerrar a carreira como jogador, Zarzur trabalhou como treinador do Tricolor Paulista. No entanto, sua experiência como treinador foi muito curta, sendo dispensado em 1947 do cargo após apenas cinco jogos.
"O Beduino" faleceu em  julho de 1958 no São Paulo vitimado de um colapso cardíaco. Em todas as partidas da próxima rodada do Campeonato Paulista um minuto de silêncio foi observado.

## Títulos
Vasco da Gama
- Campeonato Carioca: 1936
- Torneio Internacional Luís Aranha: 1940
- Torneio Início do Rio de Janeiro: 1942[5]
- Taça dos Campeões Estaduais Rio–São Paulo de 1936: 1937
- Troféu da Paz: 1937 e 1942

São Paulo
- Campeonato Paulista: 1943, 1945
- Taça dos Campeões Estaduais Rio–São Paulo: 1943 e 1946
- Taça Cidade de São Paulo: 1944
- Torneio Início Paulista: 1945
- Taça Amizade: 1946
- Taça Cid de Mattos Vianna (MG): 1946

Seleção Paulista
- Campeonato Brasileiro de Seleções Estaduais: 1933 e 1934

Seleção Carioca
- Campeonato Brasileiro de Seleções Estaduais: 1940 e 1942